# 卡士禮公路

地圖上的綠線為卡斯爾雷公路

卡斯爾雷公路（英語：Castlereagh Highway），路线编号B55，位於澳大利亞，是一條全長790（490英里），橫跨新南威爾士及昆士蘭兩州的內陸高速公路。其北部起點始於昆士蘭州農業市鎮聖喬治（St. George），接連卡那封公路。公路呈東南偏南方向行走，於新南威爾士州利斯戈（Lithgow）以北10（6.2英里）處連接大西部公路。卡斯爾雷公路是大内陆之路的一部分，連接悉尼與凱恩斯，為闪电岭鎮提供全天候的陸路通道。

## 命名
卡斯爾雷公路於1954年命名。因為其走線從吉尔甘德拉以北開始大致與卡斯爾雷河平行，所以取名卡斯爾雷公路。而卡斯爾雷河的名字則源自英國前外务大臣卡斯尔雷子爵罗伯特·斯图尔特。